# گوآدالوپه (کاسرس)
گوآدالوپه (به اسپانیایی: Guadalupe) یک دهستان و شهرک در اسپانیا است که در استان کاسرس واقع شده‌است. گوآدالوپه ۶۸٫۲ کیلومتر مربع مساحت و ۲٬۰۹۶ نفر جمعیت دارد و ۶۴۰ متر بالاتر از سطح دریا واقع شده‌است.